# Hanna Lam
Johanna (Hanna) Lam-Raadgever (Utrecht, 1 februari 1928 – Bunnik, 2 januari 1988) was een Nederlands dichteres en tekstschrijfster van christelijke geestelijke liederen voor de jeugd.

## Werk
Lam schreef de eerste religieuze liedjes voor haar eigen kinderen. Ze wilde kinderliederen schrijven die op Bijbelse teksten waren gebaseerd en door de doelgroep spelenderwijs begrepen en nageleefd konden worden. Via haar man leerde ze musicus Wim ter Burg kennen, die was docent aan een pedagogische academie voor het basisonderwijs.
In samenwerking met Ter Burg ontstonden vier bundels onder de titel Alles wordt nieuw. De meeste teksten daarin komen uit de pen van Lam. Haar laatste bundel met kinderliederen heeft de titel Met andere woorden. Verder vertaalde ze een kinderbijbel uit het Duits en hield zij lezingen en seminars over het thema Kind en godsdienst. In de bundel Eva's lied toonde zij haar interesse voor vrouwenvraagstukken in relatie tot kerk en godsdienst. Op latere leeftijd studeerde zij Pedagogiek.
Ook in Duitsland zijn liederen van Lam opgenomen in liedbundels.